# Макаров Віталій Валерійович
Віталій Валерійович Макаров (рос. Виталий Валерьевич Макаров, 23 червня 1974) — російський дзюдоїст, олімпійський медаліст.

## Виступи на Олімпіадах
| Олімпіада   | Дисципліна             | Місце  |
| ----------- | ---------------------- | ------ |
| Сідней 2000 | дзюдо, легка категорія | участь |
| Афіни 2004  | дзюдо, легка категорія | 2      |

## Зовнішні посилання
- Досьє на sport.references.com [Архівовано 12 листопада 2012 у Wayback Machine.]

1. ↑  JudoInside.com — 2002.